# Мењхерт Лакатош
Мењхерт Лакатош (мађ. Menyhért Lakatos; Весте, 11. април 1926 — Будимпешта, 21. август 2007) био је мађарско-ромски писац.

## Биографија
Рођен је 11. априла 1926. у Мађарској. Од 1988. био је председник мађарске ромске културне асоцијације (мађ. Magyarországi Cigányok Kulturális Szövetsége).
Његова најпознатија књига Füstös képek (Слике у диму, на енглеском језику преведена као Боја дима) роман је заснован на личном искуству, смештен у Други светски рат. Представља образовни роман који приказује живот у ромском селу на североистоку Мађарске, од 1940. до немачке окупације земље 1944. када су Роми смештени у логоре смрти. Иако је испуњен анегдотама, ситним криминалним заплетом и адолесцентном еротиком, приказује дехуманизацију Рома у друштву.
У Будимпешти постоји школа Мењхерт Лакатош. Преминуо је 21. август 2007.

## Књиге
- 1975: Füstös képek
  - Бугарски: Окадени картини, 1977
  - Немачки: Bitterer Rauch.  Verlag Volk und Welt. Берлин 1978 ( 9783421018335), 1979, 1980, 1982.
  - Француски: Couleur de fumée : une épopée tzigane, Париз, Actes Sud, 1986.
  - Енглески: The Color of Smoke: An Epic Novel of the Roma, 2015,  0985062347
- 1975:  Angárka és Busladarfi
- 1979: A hét szakállas farkas
- 1979: A paramisák ivadékai
- 1981: Az öreg fazék titka
- 1981: Csandra szekere
  - Немачки: Csandras Karren. Zigeunergeschichten. Volk und Welt, Берлин 1984.
- 1982: Akik élni akarta
- 1995: Hosszú éjszakák meséi
  - German: Märchen der langen Nächte. Ромска бајка. Wieser Verlag, Клагенфурт 2004 ( 9783851294538), 1999.
- 1998: A titok
- 1999: Tenyérből mondtál jövendőt

Märchen der langen Nächte. Ромска бајка. Wieser Verlag, Клагенфурт 2004  9783851294538

## Награде
Значајне награде су:
- 2000: Национална награда за ромско самоуправљање за животно дело
- 1999: Награда мађарског ловоровог венца
- 1995: Награда за књигу године
- 1993: Награда Атила Јожеф
- 1976: Награда Атила Јожеф
- 1976: Награда Милан Фуст